# Анус

Схема травної системи людини

Анус, анальний отвір, задній прохід, іноді відхі́дник (лат. anus — «кільце») — нижній край шлунково-кишкового тракту (прямої кишки), точніше задньопрохідного каналу тварин та людей, отвір, через який кал виводиться з організму.
У людей після початку статевого дозрівання область навколо відхідника звичайно в більшій чи меншій мірі покрита лобковим волоссям.

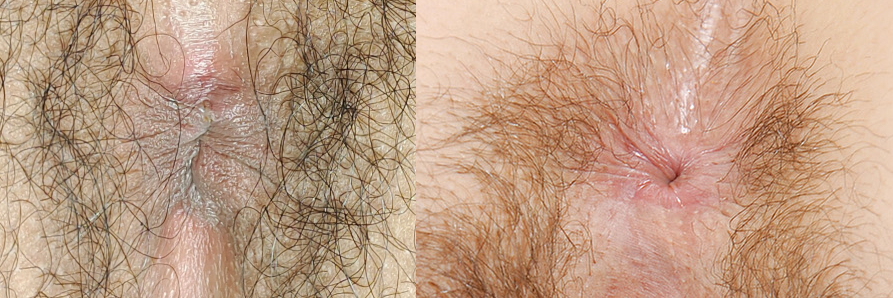
Відхідники статево зрілих чоловіка (зліва) і жінки (справа)

У земноводних, плазунів і птахів, а також у однопрохідних для виведення калу, сечовипускання, запліднення і кладки яєць використовується єдиний отвір — клоака. Сумчасті мають єдиний отвір для виведення калу і сечовипускання, проте у самиць піхва є окремою. Самиці справжніх звірів мають повністю окремі отвори для виведення калу, сечовипускання і розмноження, а самці мають окремий отвір для виведення калу і окремий для обох: сечовипускання і розмноження, але спільною частиною протоки для цих цілей слугує лише губчаста частина сечовипускного каналу, а далі протоки є окремими.